# Женская сборная Швеции по хоккею с мячом
Женская сборная Швеции по хоккею с мячом — представляет Швецию на международных соревнованиях по хоккею с мячом среди женщин. Самая титулованная в мире женская сборная в этом виде спорта.
Одержала победу в первых шести чемпионатах мира среди женщин (2004 — 2012). Серебряный призёр чемпионата мира 2014 года. Чемпион турниров 2016, 2018, 2020, 2022, 2023 и 2025 годов.

## Статистика выступлений на чемпионатах мира
| Год  | Место (участников) |
| ---- | ------------------ |
| 2004 | место (5)          |
| 2006 | место (6)          |
| 2007 | место (7)          |
| 2008 | место (7)          |
| 2010 | место (6)          |
| 2012 | место (6)          |
| 2014 | место (6)          |
| 2016 | место (7)          |
| 2018 | место (8)          |
| 2020 | место (8)          |
| 2022 | место (8)          |
| 2023 | место (6)          |
| 2025 | место(8)           |

## Прочие достижения
- Победитель Кубка мира (1990, 1991, 1992)

Ринк-бенди
- Чемпион мира (1994)
- Вице-чемпион мира (1996, 1998)